# Ari Behn
Ari Mikael Behn —nacido Ari Mikael Bjørshol— (Aarhus, 30 de septiembre de 1972-Lommedalen, 25 de diciembre de 2019) fue un escritor danés y noruego. Estuvo casado durante catorce años con la princesa Marta Luisa de Noruega, hija del rey Harald V, con la que tuvo tres hijas. Escribió tres novelas, dos colecciones de cuentos y un libro sobre su boda.
De la colección de cuentos escrita en 1999, Trist som faen [Triste como el infierno], se vendieron alrededor de 100 000 copias y recibió críticas favorables, al igual que la colección de 2011, Talent for lykke [Talento para la fortuna], descrita por la crítica como «creaciones literarias ejemplarizantes sobre el ambivalente talento de algunos hombres desesperados por tener suerte». Sus libros han sido traducidos al sueco, danés, alemán, húngaro, islandés y francés. En la primavera de 2011, debutó como dramaturgo con Treningstimen, dirigida por Kim Sørensen y puesta en escena en el Teatro Rogaland.

## Biografía
Era el hijo mayor de Olav Bjørshol —nacido en 1952— y Marianne Rafaela Solberg —nacida en 1953—. Sus padres fueron maestros que han trabajado en la Escuela Waldorf en Moss. Su padre es licenciado en educación especial. Sus progenitores se casaron en 1973, pero se divorciaron nueve años después, y contrajeron nuevos matrimonios. Olav Bjørshol tuvo una hija de André Bjerke. Sin embargo, en 2007 los padres de Ari Behn se casaron de nuevo.
Su apellido original era Bjørshol. En 1996 cambió su nombre por el de Ari Behn cuando tomó el apellido de soltera de su abuela materna. El apellido Behn tiene origen alemán. Tuvo dos hermanos menores, Anja Sabrina y Espen, ninguno de los cuales se apellidan Behn. En 2009, se hizo público que el abuelo paterno de Ari, Bjarne Nikolai Bjørshol, no era su abuelo biológico. El padre de Ari Behn se encontró con su padre biológico, Terje Erling Ingebrigtsen, pero Ingebrigtsen murió antes de que Ari Behn llegase a conocerlo. Asistió a la Escuela Waldorf en Moss y fue bautizado en la comunidad cristiana. Tenía una licenciatura en historia y religión por la Universidad de Oslo.
Logró un éxito literario inmediato con su primera colección de cuentos, que recibió varias críticas buenas y de la que se han vendido más de 100 000 ejemplares. Posteriormente publicó dos novelas, pero las críticas de estas obras fueron menos positivas. Junto con su esposa, la princesa Marta Luisa, escribió un libro sobre su boda en 2002. Se encontraba preparando uno de sus últimos libros, Skyt meg, elsk meg [Dispárame, ámame]. En 2018 publicó Infierno en el que describió sus problemas personales.

### Fallecimiento
Tras el divorcio de la princesa Marta Luisa de Noruega sufrió una depresión de la que se restableció diez meses después. El 25 de diciembre de 2019, día de Navidad, la familia real noruega anunció a través de un comunicado del suicidio de Ari Behn a los 47 años. Tenía tres hijas con su exesposa, que en el momento de su fallecimiento tenían 16, 14 y 11 años.
Su funeral se celebró el 3 de enero de 2020 en la Catedral de Nuestro Salvador, en la ciudad de Oslo. Además de sus tres hijas, su familia y la Familia Real noruega al completo (incluida su exesposa), también asistieron el príncipe Daniel de Suecia y la princesa Lorenza de los Países Bajos.
La urna con sus cenizas fue enterrada en el Cementerio de Nuestro Salvador, en Oslo.

## Matrimonio y descendencia
Ari Behn se casó con la princesa Marta Luisa de Noruega el 24 de mayo de 2002 en la Catedral de Nidaros en la ciudad de Trondheim. Tuvieron tres hijas, Maud Angélica (nacida el 29 de abril de 2003), Leah Isadora (nacida el 8 de abril de 2005) y Emma Tallulah (nacida el 29 de septiembre de 2008). El 5 de agosto de 2016 la Casa Real noruega confirmó el divorcio entre Marta Luisa y Ari Behn. Los trámites legales se completaron en 2017.

## Cobertura en la prensa
Behn apareció en los titulares de los periódicos noruegos en otoño de 2006, cuando se reveló que él votó por el Partido Laborista de Noruega. Su amistad con el ministro de Cultura y el líder laborista Trond Giske ha atraído las críticas de los periódicos y los políticos. En enero de 2009, Behn recibió una cobertura masiva de los medios en la prensa noruega después de ir a una vendetta personal contra el exoficial de palacio Carl-Erik Grimstad, acusándolo de difundir tonterías en los tabloides respecto a Behn y su familia.

## Obras
- Trist som faen [Triste como el destino], 1999, colección de historias cortas, 93 páginas.
- Fra hjerte til hjerte [De corazón a corazón], 2002. En colaboración con esposa, la princesa Marta Luisa, es un libro sobre su boda.
- Bakgård [Patio trasero], 2003.
- Entusiasme og raseri [Entusiasmo y rabia], 2006. Novela en clave.
- Vivian Seving etc., 2009.
- Talent for lykke [Talento para la fortuna], 2011.
- Inferno, 2018.

## Distinciones honoríficas

### Distinciones honoríficas noruegas
- Medalla Conmemorativa del Centenario del Rey Olaf ( Noruega, 2 de julio de 2003).
- Medalla Conmemorativa del Centenario de la Casa Real Noruega ( Noruega, 18 de noviembre de 2015).
- Medalla Conmemorativa del Jubileo de Plata del Rey Harald V ( Noruega, 17 de enero de 2016).[12]

### Distinciones honoríficas extranjeras
- Caballero Gran Cruz Honorario con Estrella de la Orden de la Corona ( Países Bajos, 1 de junio de 2010).[13]
- Medalla conmemorativa del 70 aniversario del rey Carlos XVI Gustavo ( Suecia, 30 de abril de 2016).